# ماي بلود
ماي بلود (بالإنجليزية: My Blood)‏ أغنية كتبها الثنائي الموسيقي الأمريكي توينتي وان بيلوتس. صدرت يوم 27 غشت 2018 كرابع أغنية منفردة في خامس ألبوم استوديو للفرقة المسمى «ترينش».

## تأليف
«ماي بلود» أغنية بها تأثير فانك قوي يقوده عزف بيس في سلم لا منخفض كبير، ويؤدي تايلر جوزيف غناء «فالسيتو»  في القسم المتكرر من الأغنية. تتحدث كلمات الأغنية عن الإخلاص لصديق حتى لو هجره الجميع. لا يزال مجهولا كون الأغنية تكملة لقصة الأغاني المنفردة الثلاث الأخرى المصدرة قبلها بالألبوم أم لا.

## الإصدار
يمكن سماع جزء من الأغنية يبلغ طوله 10 ثوان في نهاية إشهار لألبوم «ترينش» أثناء حفل توزيع جوائز أفضل الفيديوهات الموسيقية ل«إم تي في» لسنة 2018 يوم 20 غشت. قام مستخدم تويتر بتسريب الأغنية الكاملة على حسابه في تويتر بجودة منخفضة يوم 27 غشت 2018 بعد أن اكتشف أنه يستطيع تشغيله على جهاز «أبل هومبود» الخاص به. تم تأكيد صحة التسريب بعد أن أصدرت الفرقة الأغنية على مواقع البث لاحقا في ذاك اليوم كرابع أغنية منفردة بالألبوم. رفع فيديو الأغنية على يوتوب في نفس اليوم، ويظهر فيه المغني تايلر جوزيف يؤدي عزف البيس للأغنية في الاستوديو الموجود بمنزله.

## اللوائح
| اللائحة (2018)                                           | أعلى ترتيب |
| -------------------------------------------------------- | ---------- |
| إيرلندا (منظمة الموسيقى المسجلة بإيرلندا)                | 85         |
| نيوزيلاندا هوت سينغلز (ريكورديد ميوزك إن زيت)            | 12         |
| الأغاني المنفردة بالمملكة المتحدة (شركة اللوائح الرسمية) | 88         |
| ديجيتال سونغز (بيلبورد) الولايات المتحدة الأمريكية       | 50         |
| هوت روك سونغز (بيلبورد) الولايات المتحدة الأمريكية       | 13         |
| روك إيربلي (بيلبورد) الولايات المتحدة الأمريكية          | 35         |

## الملاحظات والمراجع
الملاحظات
1. ↑   الفالسيتو (بالإنجليزية: Falsetto)‏ هو صوت غنائي يفوق الطبقة الصوتية العليا للمغني(ة).

المراجع
1. ↑  "Twenty One Pilots Get Funky on 'My Blood': Listen". Billboard. مؤرشف من الأصل في 2018-08-30. اطلع عليه بتاريخ 2018-09-06.
2. ↑  Legaspi, Althea (28 Aug 2018). "Hear Twenty One Pilots' Groove-Driven Song 'My Blood'". Rolling Stone (بالإنجليزية الأمريكية). Archived from the original on 2018-08-31. Retrieved 2018-09-06.
3. ↑  "Twenty One Pilots Release Snippet of New Song in 'Trench' Commercial During 2018 VMAs". Billboard. مؤرشف من الأصل في 2018-09-07. اطلع عليه بتاريخ 2018-09-06.
4. ↑  "Twenty One Pilots Unleash New Song "My Blood": Listen Here!". Directlyrics (بالإنجليزية). Archived from the original on 2018-09-08. Retrieved 2018-09-07.
5. ↑  "twenty one pilots soar on soulful new song "My Blood"". Alternative Press (بالإنجليزية الأمريكية). 27 Aug 2018. Archived from the original on 2018-09-08. Retrieved 2018-09-07.
6. ↑  twenty one pilots (27 أغسطس 2018)، twenty one pilots: My Blood [Official Audio]، مؤرشف من الأصل في 2019-04-15، اطلع عليه بتاريخ 2018-09-06
7. ↑  "IRMA – Irish Charts". منظمة الموسيقى المسجلة بإيرلندا. مؤرشف من الأصل في 2019-05-10. اطلع عليه بتاريخ 2018-09-08.
8. ↑  "NZ Hot Singles Chart". ريكورديد ميوزك إن زيت. 10 سبتمبر 2018. مؤرشف من الأصل في 2019-04-16. اطلع عليه بتاريخ 2018-09-08.